# 葉嗣
叶嗣（英語：Thomas Ye，1983年4月12日—），网名gogoboi，中国知名时尚博主、专栏作家、主持人。大学毕业于浙江工商大学，拥有语言学硕士学位，掌握汉语、英语、日语、韩语四门语言。叶嗣原先是杂志编辑，后转型为职业博主，凭借对明星服装的犀利点评而走红网络。他也是首位入围《BOF》全球时尚500强榜单的中国时尚博主。

## 人物经历
学生时代的叶嗣在班上一直是三好生、班干部，高考英语成绩超过140分。大学就读于浙江工商大学。本科前两年，他几乎没有去上商务英语课，但仍然考第一名，并且一次性通过各种考证；研究生阶段，他拿到了语言学硕士学位。
大学毕业后，叶嗣当过大学英语教师，也当过服装公司员工。2009年起，担任《Grazia红秀》杂志的助理时装专题编辑。2010年，他注册了新浪微博账号“gogoboi”，开始在话题“whowearwhat”发表自己对名人时装的评论，凭借犀利的点评而被大众所熟知。由于工作原因，他曾将自己的网名改成“拉面妹子”，一度被网友误以为是女性。不久，他从杂志社辞职，专门撰写微博，网名也随之改回“gogoboi”。
2014年11月，叶嗣担纲主持的节目《gogoboi扒时尚》在腾讯视频开播。年底，他和经纪人Kevin共同创办了Missionary公司，旗下有若干名签约博主。
2015年1月，先后出席美国第41届人民选择奖以及第72届金球奖红毯环节。11月5日，担任“2015时尚COSMO美丽盛典”红毯环节主持人。
2016年，叶嗣开设了优酷自频道。在首个视频中，他采访澳大利亚影后凯特·布兰切特。2017年1月17日，赴意大利参加“米兰时装周”D&G男装走秀活动；3月，与陈柏霖、李怡霖赴新疆沙漠拍摄SK-II广告；12月18日，他再次担任“时尚COSMO美丽盛典”红毯环节主持人。
2018年11月9日，以腾讯特邀记者身份赴维密秀后台进行采访报道。11月28日，主持“2018COSMO时尚美丽盛典”红毯环节。

## 个人生活
叶嗣在中学阶段从未穿过校服，而是穿母亲定制的紫色西服，且并没有觉得自己不合群。
2017年4月15日，叶嗣的女儿菲比出生。不过，叶嗣的婚姻状况以及他的女儿是如何出生，至今仍是个谜。

## 荣誉及奖项
- 2014年，入围《BOF》全球时尚500强榜单，成为首位入围《BOF》全球时尚500强榜单的中国时尚博主[4][7]；从2014年至2018年，他已连续5年位居该榜单[7]；
- 2016年3月，入围“2015年中国网红排行榜”，位居第27名[22]。

## 主要事件

### 整容传闻
2013年10月15日，微博网友“释不归”晒出叶嗣于2006年在论坛发表的帖子的截图。在这一帖子中，叶嗣拿出自己“整容前后的照片”，并写道：“我的脸是经过多次手术才成现在这样的。”随后，叶嗣否认整容一事。2015年，叶嗣在接受《时尚COSMO》采访时表示，先前发表在论坛上的对比照是同社学生PS的。

### 调侃杨超越红毯造型

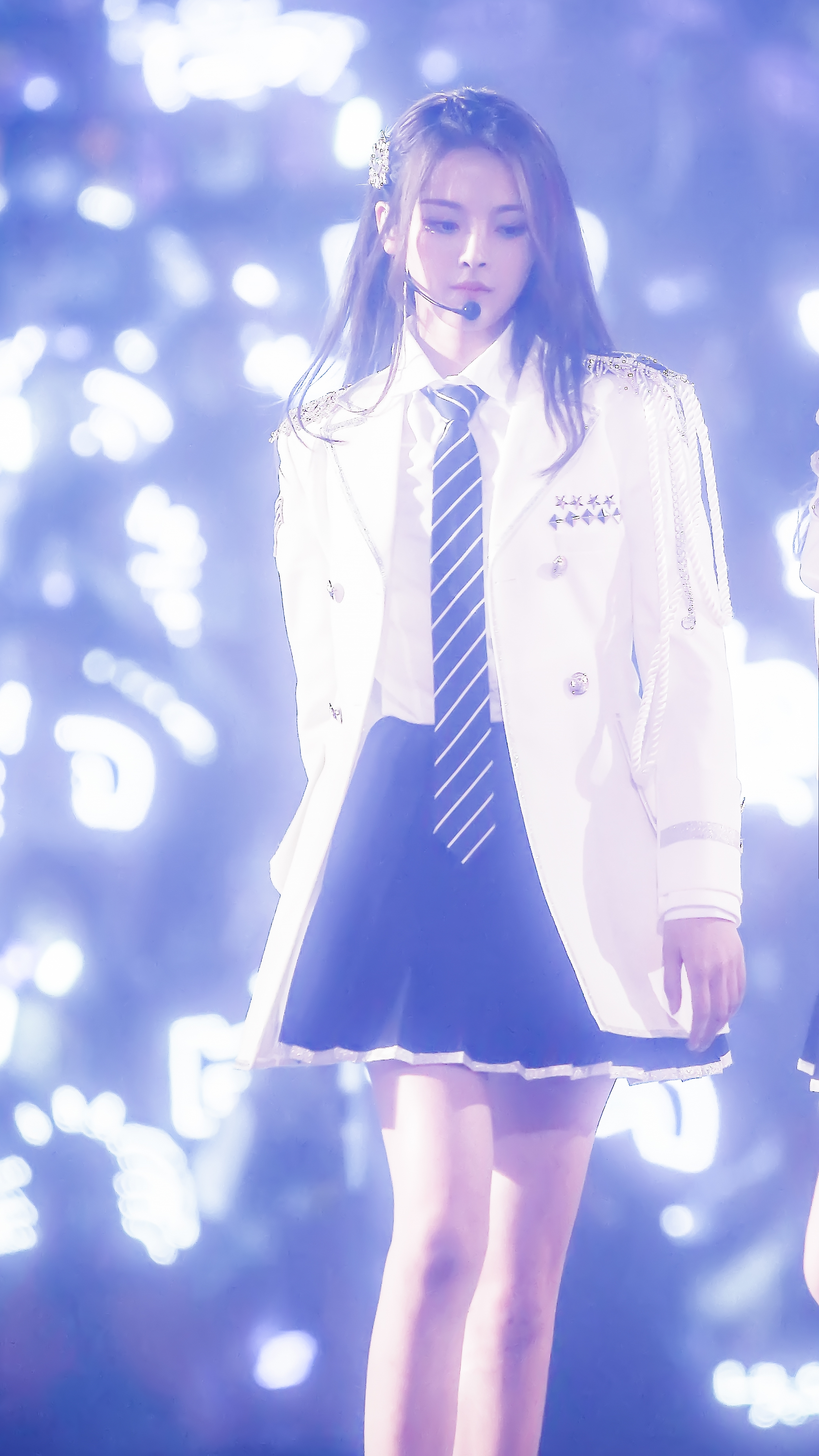
杨超越

2019年6月12日，叶嗣在新浪微博贴上杨超越出席活动红毯环节的照片，并调侃其造型：
“她穿200多块的牛仔裙，完全穿出了200多块的效果。更厉害的是，几千块的裙子，在她身上，也能呈现出200块的风采。”
这一事件随即引发网民的热议。当晚，杨超越就此事作出回应，表示可以创建标题为“杨超越今天穿好看了么”的微博话题或超话，给她提供穿搭建议。